# Anne Cox Chambers
Pour les articles homonymes, voir Cox et Chambers.
Anne Bau Cox Chambers (née le 1er décembre 1919 à Dayton dans l'Ohio et morte le 31 janvier 2020 à Atlanta) est une femme d'affaires américaine, propriétaire de médias, sœur du fondateur du groupe Cox, un empire médiatique comprenant 15 chaines de télévision, 86 stations de radio, 17 quotidiens et autres entreprises.
Elle a été ambassadrice des États-Unis en Belgique entre 1977 et 1981. En 1983, elle a reçu un diplôme honoraire de l'Oglethorpe University (en).
Elle est 28e dans le classement des personnes les plus riches des États-Unis, et la 53e dans le monde, et la 8e femme la plus riche du monde en 2014. Sa fortune est estimée à 12,6 milliards de dollars en 2007 et à 17 milliards en 2015.

## Biographie
Anne Cox Chambers est né à Dayton dans l'Ohio. Elle était mariée à Louis G. Johnson par qui elle a eu deux enfants : Katharine Ann (mariée à Jesse Kornbluth puis à William P. Rayner) et Margaretta (mariée à James F. Granite, au Dr Alexander Taylor puis à Michael Rich). Le mariage s'est terminé par un divorce.
En 1955, elle a épousé Robert William Chambers, par qui elle a eu un fils, James Cox Chambers (acteur, danseur et chorégraphe).
En 1974, à la mort de leur frère, James M. Cox (connu sous le nom de « Jim Jr. »), Chambers et Anthony ont acquis une participation majoritaire dans l'entreprise familiale. La même année, Chambers est devenue présidente d'Atlanta Newspapers. Anthony est devenu présidente de Dayton Newspapers, tandis que son mari, Garner Anthony, est devenu le directeur administratif de Cox Enterprises. En 1988, le fils d'Anthony James Cox Kennedy est devenu président et chef de la direction. Chambers reste un proche conseiller sur le fonctionnement quotidien de l'entreprise. 
Active dans les affaires et la politique, Chambers a été nommée ambassadrice en Belgique par le président américain Jimmy Carter, un poste qu'elle a occupé de 1977 à 1981. Elle a été administratrice du conseil d'administration de The Coca-Cola Company dans les années 80, et elle a été la première femme à Atlanta pour servir en tant que directeur de banque (Fulton National Bank). Elle a également été la première femme d'Atlanta nommée au conseil d'administration de la chambre de commerce de la ville. 
Anne Cox Chambers a occupé le poste de présidente d'Atlanta Newspapers et a été directrice de Cox Enterprises, l'une des plus grandes sociétés de médias diversifiées aux États-Unis. Elle possède l'une des plus grandes entreprises de télévision par câble du pays, Cox Communications, qui fournit Internet et le téléphone; publie des journaux dont The Atlanta Journal-Constitution et The Palm Beach Post ; possède et exploite des stations de radio et de télévision; et possède Manheim Auctions, une firme de vente aux enchères d'automobiles. Elle détient également des participations dans diverses entreprises Internet, notamment Autotrader, le plus grand site de vente au détail de véhicules automobiles au monde. Le neveu de l'ambassadeur Jim Kennedy est président de Cox Enterprises.
En 2004, Cox Enterprises a annoncé une offre de privatisation de 7,9 milliards de dollars financée par emprunt pour les 38% de l'entreprise de télévision par câble Cox Communications qu'elle ne possédait pas déjà. Avec environ 6,3 millions d'abonnés au câble, Cox fournit également un service Internet haute vitesse à plus de 2 millions de foyers et un service téléphonique à 1,1 million de foyers.